# Edson Rodríguez
Edson Rodríguez (24 de julho de 1970) é um ex-futebolista venezuelano que atuava como defensor.

## Carreira
Edson Rodríguez integrou a Seleção Venezuelana de Futebol na Copa América de 1995.